# Erzbistum Turin

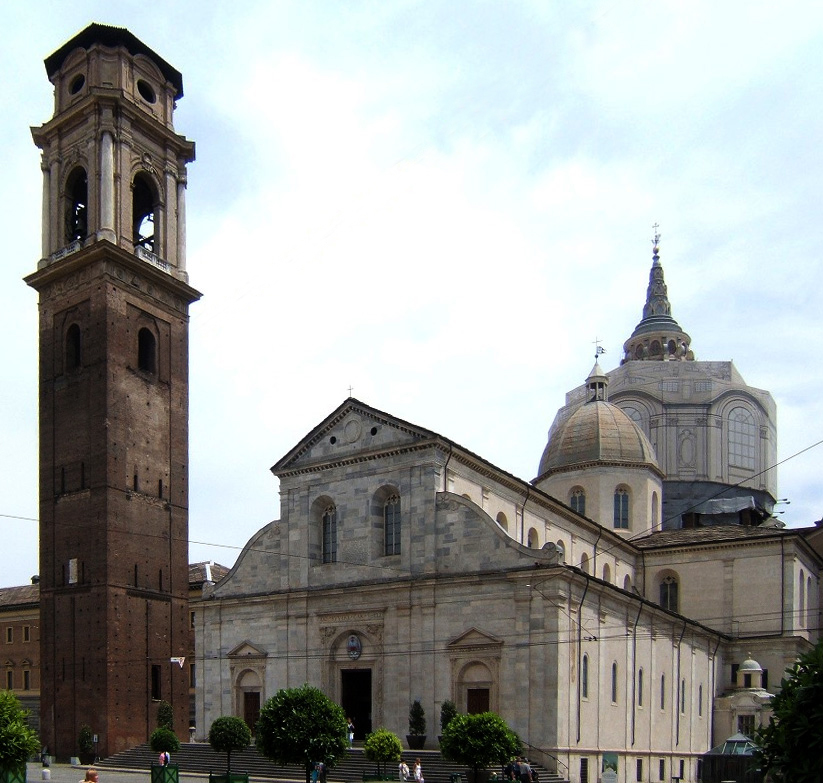
Der Dom zu Turin, die Bischofskirche

Das Erzbistum Turin (lat.: Archidioecesis Taurinensis, italienisch: Arcidiocesi di Torino) ist eine in Italien gelegene Erzdiözese der römisch-katholischen Kirche.
Das Bistum wurde im 4. Jahrhundert errichtet und am 21. Mai 1515 durch Papst Leo X. zum Erzbistum mit Sitz eines Metropoliten. Als erster Bischof wird der um 420 gestorbene heilige Maximus von Turin genannt, dessen Predigten als bedeutende theologische Schriften der Alten Kirche gelten. Seit 1883 waren alle Turiner Erzbischöfe bei ihrer Ernennung Kardinal oder wurden anschließend zu Kardinälen kreiert (bis auf Davide Riccardi, der kurz vor seiner Aufnahme ins Kardinalskollegium 1897 starb), so dass Turin als traditionell mit der Kardinalswürde verbundener Bischofssitz gilt. Der von 2010 bis 2022 amtierende Erzbischof Cesare Nosiglia wurde allerdings während seiner Amtszeit nicht zum Kardinal ernannt.
Am 19. Februar 2022 verfügte Papst Franziskus die Vereinigung des Erzbistums Turin in persona episcopi mit dem Bistum Susa. Der mit gleichem Datum ernannte Erzbischof Roberto Repole wurde zeitgleich auch zum Bischof von Susa ernannt.
| Hier fehlt eine Grafik, die leider im Moment aus technischen Gründen nicht angezeigt werden kann. Wir arbeiten daran!Entwicklung der Mitgliederzahlen |